# کلیموف (استان بلگورود)
کلیموف (انگلیسی: Klimov, Belgorod Oblast) یک شهرک در بخش آلکسیفسکی استان بلگورود کشور روسیه است.